# Juul Filliaert
Juul Filliaert (Nieuwpoort, 14 februari 1890 - Oostende, 24 december 1948) was een Vlaams schrijver, journalist en uitgever.

## Levensloop
Juul (Jules-Louis) Filliaert was een zoon van Amand Filliaert (1858-1935), die verschillende bescheiden beroepen uitoefende, en van zijn tweede echtgenote, Rosalie Ollieux, die een kleine kruidenierszaak uitbaatte. Juul volgde lager onderwijs in de gemeenteschool en middelbaar onderwijs in het Sint-Bernarduscollege in Nieuwpoort. Hij voleindigde de humaniora niet, en vervolledigde zijn kennis van het Nederlands en het Frans door zelfstudie. Tijdens zijn collegejaren werd hij beïnvloed door onderpastoor Cyriel Delaere (1861-1917), medestichter van Biekorf, anonieme voortrekker van De Vlaamsche Vlagge, die ook Het Nieuwsblad van Nieuwpoort en Kanton stichtte. Filliaert werd ook beïnvloed door priester R. Dupont, die hem de belangstelling bijbracht voor de geschiedenis van stad en streek.
Hij was twintig toen hij een eerste medewerking verleende aan De Nieuwe Gazette van Nieuwpoort, een katholiek weekblad, waar zijn anonieme bijdragen weldra werden opgemerkt. In 1911 publiceerde hij enkele gedichten in Biekorf en verleende voortaan regelmatig medewerking aan dit tijdschrift. Vervolgens publiceerde hij in Dietsche Warande en Belfort en in Ons Volk Ontwaakt. Van 1909 tot 1914 was hij boekhouder bij drukkerij Verhelst in Oostende, waar vanaf 1912 het tijdschrift Nieuwe Wegen werd gedrukt. Filliaert werd er secretaris en hoofdredacteur van. In 1912 publiceerde hij zijn enige dichtbundel.

## Eerste Wereldoorlog
Bij het uitbreken van de Eerste Wereldoorlog verhuisde het gezin naar De Panne, de badplaats die het culturele centrum werd voor de frontsoldaten. Filliaert werd er actief als journalist, buitenlands correspondent voor kranten zoals Le Nord Maritime, Het Centrum, De Stem des Vaderlands. Hij werkte ook mee aan kranten achter de frontlijn: Nieuw Vlaanderen, Het Volkse Front en Ons Volk Ontwaakt.
In 1915 werd hij redactiesecretaris van De Belgische Standaard. Dit blad werd gesticht door de kapucijn Ildefons Peeters en had als doel degelijke lectuur te bezorgen aan de fontsoldaten. Het had aanvankelijk een oplage van 4.000 exemplaren, om op te klimmen tot 15.000. Na de oorlog zakte dit snel en toen het einde 1919 tot 3.000 exemplaren was gezakt, werd besloten er een einde aan te maken. Het blad had heel wat medewerkers. Naast Filliaert en Peeters waren dit onder meer Marie-Elisabeth Belpaire, Bertrand Vander Schelden o.f.m., Jan Bernaerts en Jozef Verduyn. Er ontstond soms onenigheid tussen de gematigde bestuurders (Belpaire, August Nobels, Peeters, Filliaert) en de radicalen (Frans Daels, Filip De Pillecyn, Jozef Simons).
Binnen De Belgische Standaard ontstonden verschillende initiatieven. Leeszalen werden georganiseerd waar de soldaten boeken en kranten konden lezen. Een 'School van het Front' kwam tot stand, waar soldaten cursussen konden volgen. Een bibliotheek werd opgericht. Tentoonstellingen (onder meer van werk door frontsoldaten) en voordrachtavonden werden georganiseerd. Van dit alles was Filliaert een van de actieve organisatoren. Hij knoopte hierbij vriendschappen aan met onder meer Maria Belpaire, aalmoezenier August Nobels, August en Frans Van Cauwelaert, Alfons Van de Perre, Joris Van Severen. Voor schilders zoals Joe English, Charles Van Lerberghe, Jos Verdegem, importeerde hij verf, penselen en doeken.
In maart 1916 trouwde Filliaert met Sidonie Debruyne (1889-1973) en dezelfde maand begon hij de Belgische Boekhandel in de Villa Louise, gelegen in de Ankerstraat, dicht bij de zeedijk. Hij werd ook uitgever. Zo gaf hij uit:
- Marraintjesliefde, toneelstuk door August Nobels, 1916.
- Van glorie en lijden, sonnetten uit de loopgrachten door Daan Boens, 1917.
- Het heilige schrijn (1918) en De vijf glorierijke wonden (1919), gedichten door Fritz Francken.

## Het Interbellum
Na de oorlog gaf hij de boekhandel in De Panne op en vestigde zich in Nieuwpoort als verzekeringsmakelaar. Van 1910 tot 1927 was hij ook regeringscommissaris voor oorlogsschade, verbonden bij de rechtbank van Veurne. In 1928 hielp hij mee het Davidsfonds in Nieuwpoort heroprichten. Hij bleef ook als uitgever werkzaam, onder meer:
- Het glorieloze lot door Albert Van Driessche, 1923.
- Marraintjesliefde, heruitgave.
- vooral als uitgever in eigen beheer van zijn geschriften.

In de jaren dertig spitste hij zich toe op de geschiedenis van Nieuwpoort en op de IJslandvaarders. Hij werd een veelgevraagde spreker voor het geven van lezingen over deze onderwerpen. Latere auteurs, in de eerste plaats Fred Germonprez, zijn schatplichtig aan de geschriften van Filliaert gebleken. Tijdens het interbellum was hij ook medewerker aan tijdschriften zoals Biekorf, Nieuw Vlaanderen, Ons Volk Ontwaakt en Handelsblad.

## Tweede Wereldoorlog en daarna
Toen de Tweede Wereldoorlog uitbrak vluchtte Filliaert met zijn gezin naar Frankrijk, maar kwam weldra terug. Hij schreef voortaan voor lokale bladen zoals De Torhoutse Bode en De Torhoutenaar. Vooral ijverde hij voor het in standhouden van de culturele activiteiten. Hij werkte mee aan de oprichting van het Kunstenaarsgild van de Westhoek en hij werd voorzitter van de Nieuwpoortse Kamer van Letterkundigen. Als voornaamste activiteit organiseerde hij tentoonstellingen van werken door kunstenaars uit de Westhoek. Hij had ook nog plannen, samen met Frans R. Boschvogel, om boekjes te publiceren over West-Vlaamse steden, maar de oorlogsomstandigheden dwarsboomden de uitvoering.
De culturele verenigingen waren onvermijdelijk Duitsvriendelijk als ze wilden bestaan en dit bracht dan ook bij de Bevrijding mee dat Filliaert op beschuldiging van collaboratie werd opgepakt. Tot in september 1945 zat hij opgesloten in Diksmuide en vervolgens in Sint-Kruis. Hij werd zonder verdere beschuldigingen na een jaar vrijgelaten.

## Publicaties
- Van Stille Gedachten, poëzie, Roeselare, Jules De Meester, 1912.
- De geest der kust, essay, in: Dietsche Warande en Belfort, 1913.
- Gedenkboek der viering van de vijftigste verjaring der stichting van het college, Nieuwpoort, Sint-Bernarduscollege, 1929.
- De Beiaard van Nieuwpoort, Nieuwpoort, Juul Filliaert, 1936.
- De laatste Vlaamsche IJslandvaarders, Nieuwpoort, Juul Filliaert, 1936.
- De dood van Nieuwpoort, oorlogskroniek, in: De Belgische Standaard, 1915 en gebundeld, Nieuwpoort, Juul Filliaert, 1938.
- 't IJzerland, oorlogskroniek, in: De Standaard, 1920 artikels gebundeld als Tijl's oog op de puinhoop, Nieuwpoort, Juul Filliaert, 1939.
- De Compagnie van Vischvaart te Nieupoort, 1727-1737, Nieuwpoort, Juul Filliaert, 1939.
- Meidagen in 1940 in Vlaanderens Westhoek, oorlogskroniek, Nieuwpoort, Juul Filliaert, 1941.
- Jan Bart, de Vlaamsche zeeheld uit Duinkerke, biografie, Tielt, Lannoo, 1944.
- De laatste Vlaamsche IJslandvaarders, Tielt, Lannoo, 1944.
- Eerwaarde Heer Deken De Bo, Biografie, Tielt, Lannoo, 1947.

### Postume uitgaven
- Nieupoortsche Geschriften, bundeling – bezorgd door Stefaan Filliaert – van niet  eerder in boekvorm gepubliceerde geschriften, Langemark, Vonksteen, 1980.
- Onuitgegeven teksten, gedichten, soldatentoneel, bezorgd door Luc Filliaert, Langemark, Vonksteen, 1990.

## Bron
- Archief Juul Filliaert,  bewaard door Luc Filliaert.